# Чемпионат мира по футболу 2026 (отборочный турнир, УЕФА, группа A)
Жеребьёвка отборочного турнира европейской квалификации чемпионата мира 2026 прошла в Цюрихе 13 декабря 2024 года. В группу A попали сборные следующих стран: Германия, Словакия, Северная Ирландия и Люксембург.
Матчи в группе A пройдут с 4 сентября по 17 ноября 2025 года.
Сборная, занявшая первое место, выходит в финальную часть чемпионата мира напрямую. Сборная, занявшая второе место, принимает участие в стыковых матчах за право выхода в финальную часть турнира.

## Таблица
| Поз | Команда           | И | В | Н | П | МЗ | МП | РМ | О | Квалификация                        |        | Германия | Словакия | Северная Ирландия | Люксембург |
| --- | ----------------- | - | - | - | - | -- | -- | -- | - | ----------------------------------- | ------ | -------- | -------- | ----------------- | ---------- |
| 1   | Германия          | 0 | 0 | 0 | 0 | 0  | 0  | 0  | 0 | Квалификация на чемпионат мира 2026 |        | —        | 17 ноя   | 7 сен             | 10 окт     |
| 2   | Словакия          | 0 | 0 | 0 | 0 | 0  | 0  | 0  | 0 | Выход в раунд плей-офф              |        | 4 сен    | —        | 14 ноя            | 13 окт     |
| 3   | Северная Ирландия | 0 | 0 | 0 | 0 | 0  | 0  | 0  | 0 |                                     |        | 13 окт   | 10 окт   | —                 | 17 ноя     |
| 4   | Люксембург        | 0 | 0 | 0 | 0 | 0  | 0  | 0  | 0 |                                     | 14 ноя | 7 сен    | 4 сен    | —                 |            |

## Матчи
Расписание матчей было опубликовано УЕФА после жеребьёвки 13 декабря 2024 года в Цюрихе. Время начала матчей указано центральноевропейское (CET)/центральноевропейское летнее (CEST) (местное время, если оно отличается, указано в скобках).
| Люксембург | –:–     | Северная Ирландия |
| ---------- | ------- | ----------------- |
|            | (отчёт) |                   |

| Словакия | –:–     | Германия |
| -------- | ------- | -------- |
|          | (отчёт) |          |

| Люксембург | –:–     | Словакия |
| ---------- | ------- | -------- |
|            | (отчёт) |          |

| Германия | –:–     | Северная Ирландия |
| -------- | ------- | ----------------- |
|          | (отчёт) |                   |

| Северная Ирландия | –:–     | Словакия |
| ----------------- | ------- | -------- |
|                   | (отчёт) |          |

| Германия | –:–     | Люксембург |
| -------- | ------- | ---------- |
|          | (отчёт) |            |

| Северная Ирландия | –:–     | Германия |
| ----------------- | ------- | -------- |
|                   | (отчёт) |          |

| Словакия | –:–     | Люксембург |
| -------- | ------- | ---------- |
|          | (отчёт) |            |

| Люксембург | –:–     | Германия |
| ---------- | ------- | -------- |
|            | (отчёт) |          |

| Словакия | –:–     | Северная Ирландия |
| -------- | ------- | ----------------- |
|          | (отчёт) |                   |

| Северная Ирландия | –:–     | Люксембург |
| ----------------- | ------- | ---------- |
|                   | (отчёт) |            |

| Германия | –:–     | Словакия |
| -------- | ------- | -------- |
|          | (отчёт) |          |

## Дисквалификации
Игрок получает дисквалификацию на 1 матч за следующие нарушения:
- Красная карточка (отстранение за красную карточку может быть продлено за грубые нарушения).
- 2 жёлтые карточки в 2 разных матчах (дисквалификация за жёлтую карточку может перенестись на стыковые матчи, но не на основной турнир или любые другие международные матчи).

## Комментарии
1. ↑  CEST (UTC+2) до 26 октября 2025 года, CET (UTC+1) после 26 октября 2025 года.